# 187 î.Hr.

## Decese
- Antioh al III-lea, rege al Imperiului Seleucid (n. 242 î.Hr.)